# Государственная энергетическая инвестиционная корпорация
Государственная энергетическая инвестиционная корпорация (国家电力投资集团, State Power Investment Corporation Limited, сокращённо SPIC) — китайская энергетическая корпорация, входит в пятёрку крупнейших электроэнергетических компаний страны (наряду с China Southern Power Grid, China Huaneng Group, China Huadian Corporation и China Datang Corporation) и в число крупнейших компаний мира. Образовалась в мае 2015 года в результате слияния активов China Power Investment Corporation и State Nuclear Power Technology Corporation, штаб-квартира расположена в Пекине.
Суммарная установленная мощность электростанций SPIC превышает 126 гигаватт, в том числе 72,4 ГВт теплоэлектростанций, 22 ГВт гидроэлектростанций, 13,7 ГВт ветряных электростанций, 11,6 ГВт солнечных электростанций и 4,5 ГВт атомных станций (свыше 45 % составляют мощности «чистой энергии»). SPIC ежегодно поставляет потребителям 422,6 тераватт электроэнергии и 171 млн гигаджоулей тепла. Кроме того, SPIC владеет угледобывающими предприятиями мощностью 78,6 млн тонн, алюминиевыми предприятиями мощностью 2,5 млн тонн и 627 км железнодорожных путей.
Зарубежные активы SPIC превышают 5,5 млрд долларов (компания проектирует, строит, эксплуатирует и обслуживает электростанции различных типов, поставляет энергетическое оборудование, предоставляет различные услуги в сфере энергетики, добывает бокситы и уголь). На международной арене SPIC присутствует в Японии, Вьетнаме, Индонезии, Мьянме, Индии, Пакистане, Ираке, Турции, Болгарии, России, Австралии, Гвинее, ЮАР, США, Бразилии, Чили и на Мальте.

## История
China Power International Holding (CPI Holding) был основан в 1994 году. в 2003 году на его основе была создана CPI Group.
В конце 2014 года Shanghai Electric Power завершила сделку по приобретению 33 % акций мальтийской энергетической компании Enemalta и 90 % акций в третьей фазе ТЭС Делимара (Марсашлокк). Летом 2015 года произошло слияние компаний China Power Investment Corporation (CPI Group) и State Nuclear Power Technology Corporation (SNPTC). China Power Investment Corporation была переименована в State Power Investment Corporation, а State Nuclear Power Technology Corporation стала её дочерней компанией. 
В 2016 году State Power Investment Corporation приобрела австралийскую компанию Pacific Hydro (строительство и эксплуатация гидроэлектростанций, ветряных, солнечных и геотермальных электростанций в Австралии, Бразилии и Чили).

## Дочерние компании
В состав State Power Investment Corporation входят десятки дочерних компаний:
- China Power International Holding (CPI Holding, 100 %) — производство тепловой электроэнергии.
- China Power Development Limited (CPDL, 100 %) — международные операции.
- State Nuclear Power Technology Corporation (SNPTC, 76 %) — производство электроэнергии на АЭС, разработка ядерных технологий.
- China Power International Development Limited (China Power, 55,6 %) — международные операции.
- Shanghai Electric Power Company Limited (SEP, 49,4 %) — производство тепловой электроэнергии.
- SPIC Yuanda Environmental Protection Company Limited (SPICYD, 43,7 %) — энергосбережение и защита окружающей среды.
- China Power Clean Energy Development (CPCED, 28,1 %) — производство электроэнергии на ГЭС, ВЭС и СЭС.
- Companhia de Electricidade de Macau (CEM, 6 %) — поставки электроэнергии в Макао.

- SPIC Overseas Investment Company (международные операции)
- Shandong Nuclear Power (оператор АЭС)
- SPIC Guangdong Electric Power Company (оператор ТЭС)
- SPIC Jiangxi Electric Power Company Limited (оператор ТЭС)
- SPIC Henan Electric Power Company Limited (оператор ТЭС)
- SPIC Yunnan International Power Investment Company Limited (оператор ТЭС)
- State Nuclear Power Engineering Company (строительство АЭС)
- Huanghe Hydropower Development (строительство ГЭС и СЭС)
- SPIC Jiangsu Electric Power (строительство ВЭС)
- SPIC Solar Power (производство солнечных панелей)
- SPIC International Mining Investment Company Limited (добыча сырья)
- SPIC Mengdong Energy Company Limited (добыча угля в Пакистане)
- SPIC Capital Holding (финансовые услуги)
- SPIC Finance Limited (финансовые услуги)

### Исследование и проектирование
- SPIC Shandong Electric Power Engineering Consulting Institute (проектирование электростанций)
- State Nuclear Electric Power Planning Design & Research Institute (проектирование электростанций)
- Shanghai Nuclear Engineering Research & Design Institute / SNERDI (проектирование электростанций)
- SPIC Central Research Institute (научные исследования)
- Qinghai PV Engineering Technical Research Center (научные исследования)
- Shanghai Power Equipment Research Institute (научные исследования)
- Hydrogen Energy (проектирование локомотивов на водородных топливных элементах)[16]

## Основные активы
- SPIC является крупнейшим производителем тепловой энергии в Китае, компании принадлежат восемь крупных и 47 средних тепловых электростанций (в том числе такие крупные ТЭС, как Тяньцзи, Пинвэй, Каоцзин, Мэйчжоу, Баньцзи, Цзиндэчжэнь и Хуншэн), а также мусоросжигательные заводы в Уху, Дэчжоу, Даляне и Хайкоу[17].

- SPIC владеет 12 угольными шахтами в провинциях Внутренняя Монголия, Синьцзян и Гуйчжоу (крупнейшая угольная база расположена в уезде Холин-Гол), железными дорогами Тунляо — Хуолинхэ, Чифэн — Дабан — Байиньхуа, Цзиньчжоу — Чифэн, угольными терминалами в портах Цзиньчжоу и Биньхай. Также SPIC проектирует и строит тепловые электростанции и линии электропередачи (является крупным подрядчиком для State Grid Corporation of China), добывает бокситы в Шаньси, Гуйчжоу и Гвинее, производит алюминий в провинциях Шаньси, Внутренняя Монголия, Нинся и Цинхай, производит и устанавливает оборудование для фильтрации воды, газов и воздуха[18][19].

- Гидроэнергетические мощности SPIC расположены в провинциях Хунань, Гуйчжоу, Гуанси, Юньнань, Сычуань и Цинхай (главным образом каскадные ГЭС на Хуанхэ и Юаньшуй). Компании принадлежит 145 ГЭС, в том числе такие крупные, как Лунъянся, Ласива, Лицзяся, Гонбося, Цзишися, Уцянси, Саньбаньси, Туокоу и Чанчжоу[20].

- Основные ветряные энергетические мощности SPIC расположены в провинциях Цинхай, Синьцзян, Ганьсу, Внутренняя Монголия и Цзянсу. Особое внимание компания уделяет строительству крупных прибрежных ветряных и приливных электростанций (комплекс Yancheng Array в Цзянсу — крупнейшая ветроэлектростанция в мире)[21].

- SPIC является одним из крупнейших производителей солнечной электроэнергии в мире. Компания разрабатывает и производит солнечные панели (заводы расположены в городах Синин и Сиань), производит поликристаллический кремний и металлические конструкции, строит и эксплуатирует солнечные электростанции. Крупнейшие солнечные энергетические мощности SPIC расположены в провинциях Цинхай, Синьцзян, Ганьсу, Хэбэй и Цзянсу (главной базой служит пустыня Гоби)[22][23].

- SPIC является одним из трёх китайских операторов АЭС, а также ведущим разработчиком ядерных технологий. Компании принадлежат АЭС Хуняньхэ в провинции Ляонин (совместное предприятие SPIC и China General Nuclear Power Group), АЭС Хайян и АЭС Жунчэн в провинции Шаньдун. Кроме эксплуатации собственных атомных электростанций, SPIC является миноритарным акционером АЭС Тяньвань, АЭС Саньмэнь, а также второй и третьей фазы АЭС Циньшань[24][25].

- Также SPIC принадлежит несколько электростанций, которые производят электроэнергию из биомассы. Кроме того, компания занимается переработкой радиоактивных отходов и сточных вод.

- В состав SPIC входят десятки научно-исследовательских центров, лабораторий и испытательных станций, которые занимаются тяжёлыми газовыми турбинами, газоулавливающими системами, системами генерации солнечной энергии, системами повышения энергоэффективности, технологиями производства пластин из нержавеющей стали, системами защиты ядерных реакторов, программным обеспечением в сфере ядерного проектирования и анализа безопасности для атомных электростанций[26].

## Крупнейшие проекты
SPIC принимала участие в проектировании и строительстве АЭС Чашма (Пакистан), ветроэлектростанций в Австралии и Чили, гидроэлектростанций в Мьянме, теплоэлектростанций на Мальте, в Турции, Пакистане, Вьетнаме и Индонезии.